# Лимин-Маркопулу
Лими́н-Маркопу́лу (греч. Λιμήν Μαρκοπούλου ή Λιμάνι Μαρκοπούλου «гавань Маркопулона») — малый город в Греции. Морской порт и курорт. Расположен на высоте 10 метров над уровнем моря, на побережье бухты Порто-Рафти в заливе Петалия Эгейского моря, в 6 километрах к востоку от Маркопулона, в 7 километрах к юго-востоку от Афинского международного аэропорта «Элефтериос Венизелос» и в 26 километрах к юго-востоку от центра Афин. Входит в общинное сообщество Маркопулон-Месойеас в общине Маркопулон в периферийной единице Восточная Аттика в периферии Аттика. Население 9686 жителей по переписи 2011 года.
Через город проходит национальная дорога 85.
Порто-Рафти — по общему мнению одна из лучших гаваней Греции. Бухта Порто-Рафти достигает в ширину два километра у входа и в длину 3 километра с востока на запад. В гавани находится группа островов, состоящая из островов: Рафти (Ράφτη «портной»), Рафтопула (Ραφτοπούλα «дочь портного») и Прасониси (Πρασονήσι). Остров Рафти имеет коническую форму и самый высокий из всех. На вершине его стоит статуя, которая видна с берега. Издавна местные жители полагали, что она изображает портного (греч. ράφτης), который держит ножницы в руках. Поэтому вся область была названа Порто-Рафти, что означает «порт портного». По другой версии название албанского (арнаутского) происхождения от алб. rrap «платан восточный».

## История

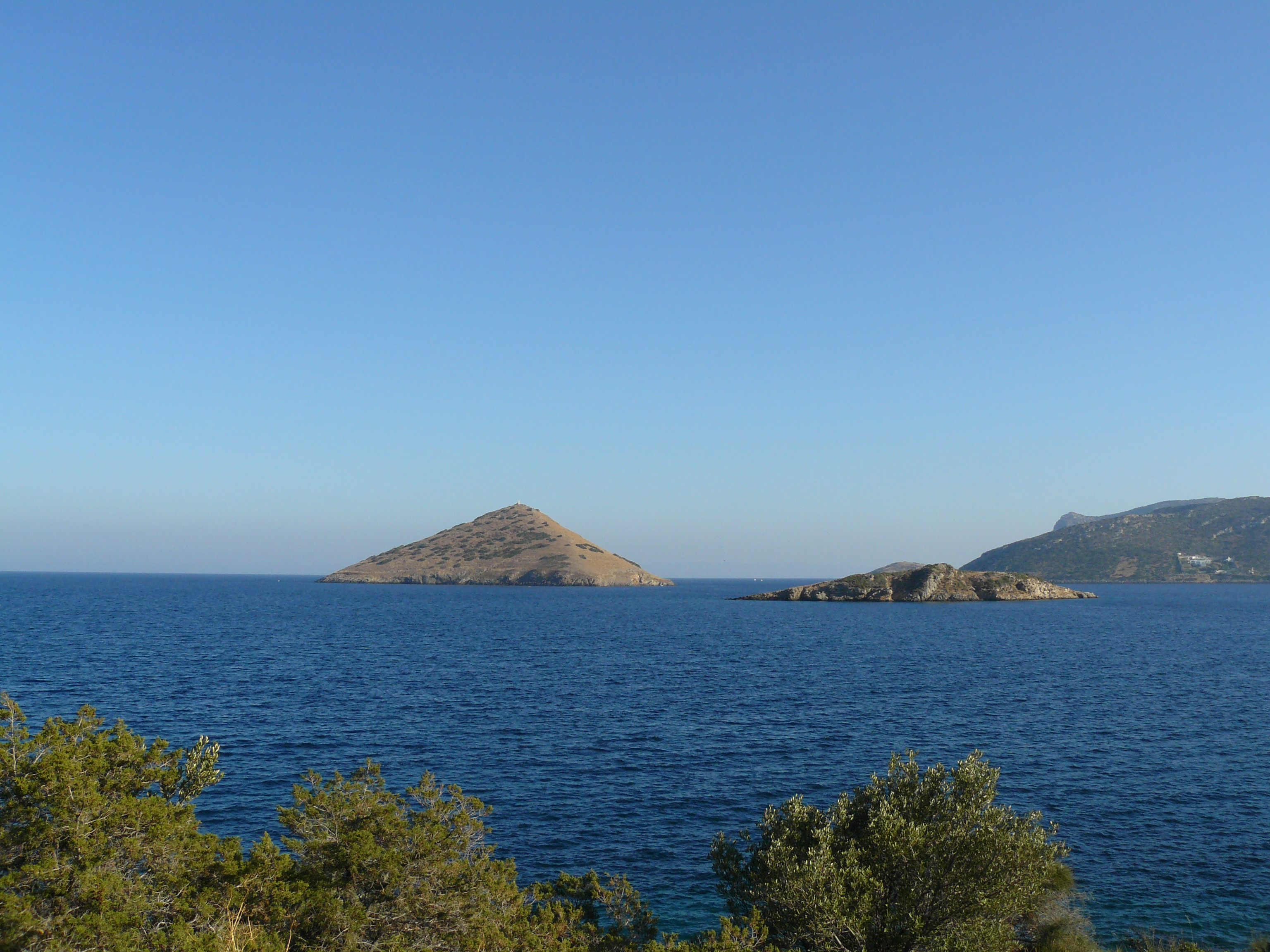
Острова Рафти и Рафтопула в бухте Порто-Рафти

Город создан в 1897 году (ΦΕΚ 59Β) как Порто-Рафти (Πόρτο Ράφτη), в 1953 году (ΦΕΚ 195Α) переименован в Лимин-Месойеас (Λιμήν Μεσογαίας «гавань Месогеи»), в 1976 году (ΦΕΚ 86Α) переименован в Лимин-Маркопулу.
На холме Перати (греч. Περατή) на северном берегу залива Порто-Рафти раскопан позднемикенский некрополь. Среди керамики преобладают вазы позднемикенского III С стиля. В раннеэлладский период (3-е тысячелетие) здесь было небольшое поселение, в микенский период — крупное поселение. В античной географии порт был известен как Панорм (др.-греч. Πάνορμος, лат. Panormum и Panormus). Близ Панорма, на южном берегу залива Порто-Рафти находился дем Древних Афин Прасии, принадлежащий к филе Пандионида, с храмом Аполлона и могилой Эрисихтона, а на северном берегу — дем Стирия. В Стирию вела Стирийская дорога.
Из-за стратегически важного расположения порт был альтернативой Пирею, гавани Афин.
В эллинистический период полуостров Корони (Κορώνη) в южной части бухты Порто-Рафти, который в античной географии был известен как Коронея (др.-греч. Κορώνεια), был укреплён Патроклом, навархом царя Египта Птолемея II. Патрокл был главнокомандующим экспедиционного корпуса, отправленного в Грецию в начале Хремонидовой войны. При раскопках крепости, проведённых в июле 1960 года Американской школой классических исследований в Афинах, найдены находки (монеты и сосуды), относящиеся к Птолемею II.
23 апреля 1941 года в гавани Порто-Рафти был затоплен пострадавший от немецкой авиации миноносец «Дорис».

## Статуя на острове Рафти

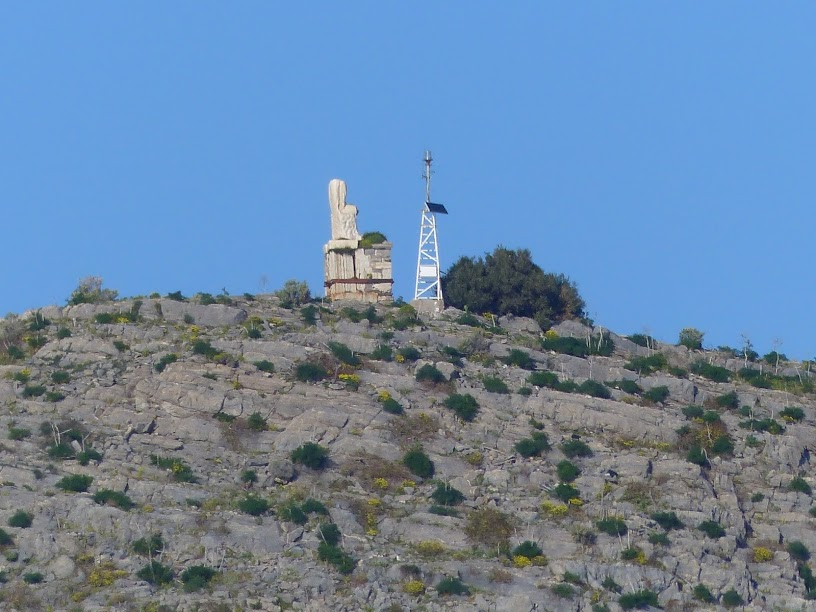
Статуя на острове Рафти

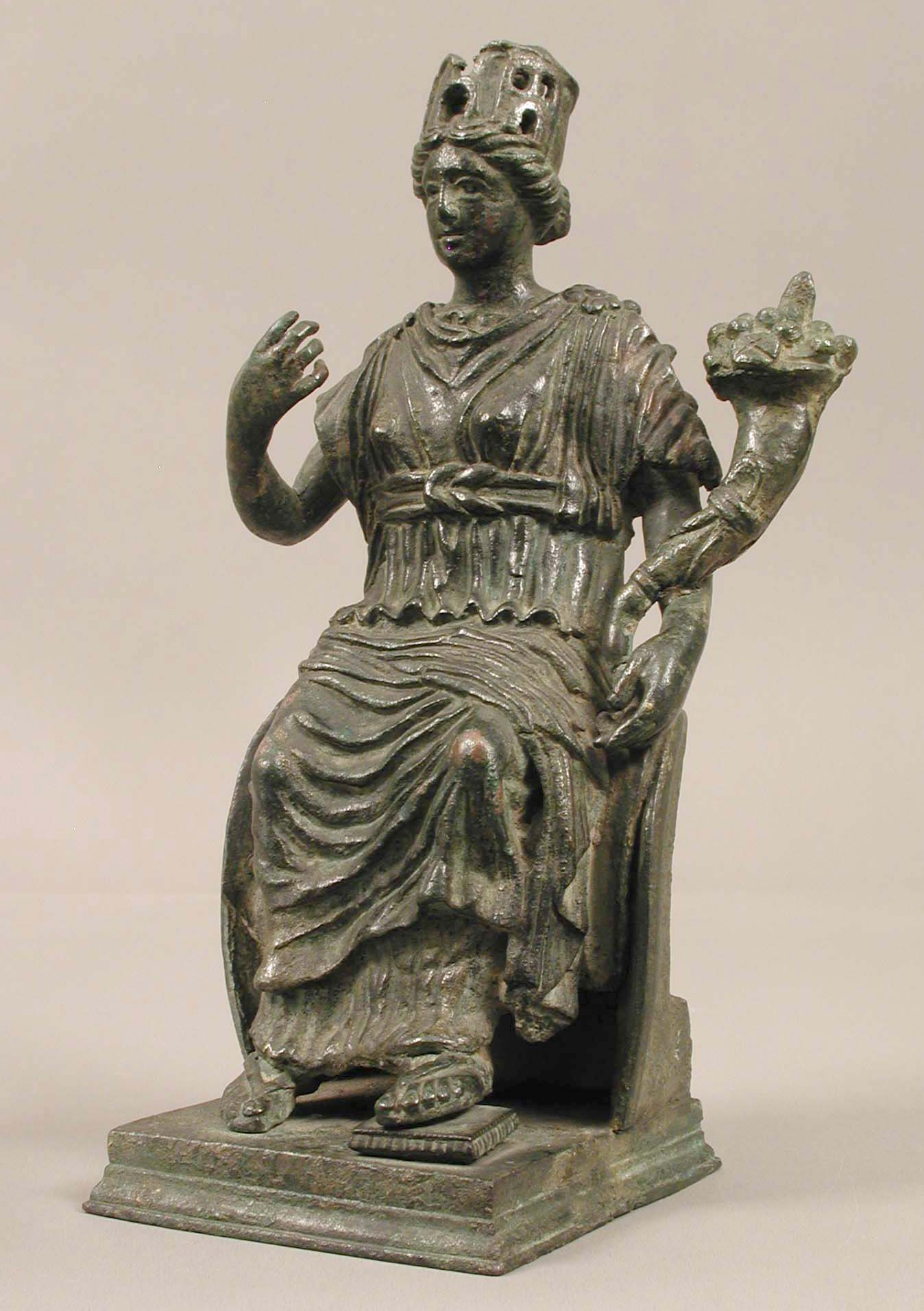
Статуэтка Персонификации города, 300—500 гг., медное литье. Метрополитен-музей

Статуя расположена на высоком постаменте на конусообразном острове Рафти на входе в обширную бухту Порто-Рафти.
Женщина, без головы и без рук, одетая в женский хитон или пеплос, сидит на прямоугольном троне из камня на слегка неровном постаменте. Её правая рука была поднята и вытянута, а левая покоилась на левом бедре или над ним. Её левая нога была оттянута назад, подняв левое колено, а правая была расслабленна и отставлена. Обе ноги отсутствуют чуть ниже колен. Следы правой ноги видны на постаменте. Плащ или гиматий спадает вниз в плотных зигзагообразных складках. Он также расположен над поднятой правой рукой, вокруг плеч справа налево (приколотый брошью на правом плече), вниз по левой стороне и над левой ногой до постамента.
Голова и верхняя часть шеи были выполнены отдельными и прикреплялись. Статуя, возможно, была сбита с постамента и повреждена в нижней части. Постамент был усилен каменной кладкой и теперь удерживается парой железных лент, закрепленных спереди и сзади. Мрамор статуи и постамента — пентелийский, постамент был намного грубее, чем статуя. Остатки отверстий для зажимом, два из которых видны на фасаде, указывают, что некоторые из меньших блоков постамента были установлены на новых позициях при современном ремонте. Эдвард Додвелл сообщает, что они лежали на земле в начале XIX века.
Высота статуи составляет 2,35 метра. Ширина трона составляет 1,40 метра, постамента — 1,77 метра. Высота постамента составляет 2 метра.
По стилю статуя выполнена в римский период, во II веке н. э., детали похожи на статую императора Адриана на Афинской агоре, в целом статуя похожа на скульптуры богинь западного фронтона Парфенона, выполненные Фидием.
Считалось, что статуя является надгробным памятником аттического героя Эрисихтона, о котором сообщает Павсаний. Среди местных жителей статуя издавна была известна как ράφτης «портной». То, что статуя изображает женщину, впервые сообщил немецкий археолог Людвиг Росс в 1843 году.
Перри, посетивший Рафти в 1740 году, пишет, что голова статуи использовалась как маяк. Вероятно, на голове статуи была корона Тюхе в форме башни, которая служила маяком. Вероятно, существовала большая масляная лампа, которая наполнялась один—два раза в день при помощи лестницы или подъемного блока. Статуя из белого мрамора представляла собой отличный ориентир днём.
Вероятно, в правой руке статуя держала колосья, которые ранние путешественники принимали за ножницы. Вероятно, скульптура изображала олицетворение Ойкумены, либо олицетворение Аттики, либо богиню Рома.

## Статуя на острове Рафтопула
Какое-то время после визита Джеймса Стюарта в 1753 году существовала женская статуя на маленьком острове в гавани Порто-Рафти. Эта статуя называлась Рафтопула, Додвелл, посетивший в 1805 году остров, видел только нишу из белого мрамора, расположенную на скале. Расположение двух статуй на двух островах делало их отличными ориентирами для навигации судов, входящих в гавань по старому пути, который проходил между полуостровом Корони с крепостью Птолемея и островом Рафти. Современные суда используют более длинный маршрут и огибают Рафти с моря.
Ранние путешественники сообщают (и не только из-за легенды о преследуемой женщине или «дочери портного»), что меньшая статуя была женщиной. Она должна была быть более явно женщиной, чем Рафти, поскольку Стюарт сообщает, что она изображает Диану или Фетиду. Статуя, вероятно, имела полудрапированную фигуру как Диана или была в коротком хитоне амазонок как богиня Рома.
26 августа 1960 года Корнелиус Кларксон Вермель и Артур Стейнберг (Arthur Steinberg) провели поиски следов второй статуи. Найдены плоское прямоугольное место у вершины острова, где предположительно стояла статуя, фрагменты белого мрамора, отличного от местных пород, в непосредственной близости, в воде к западу от острова несколько блоков из известняка, на юго-западном склоне острова — остатки стены римского или византийского периода. черепки, покрывающие остров, относятся к микенскому, раннеэллинистическому и римскому периодам. Найден обсидиан. На Прасониси на юго-восточной стороне найдены фундаменты стен, похожие на руины на полуострове Корони, и большое количество фрагментов римской и византийской керамики, особенно в юго-западной части острова.

## Свидетельства ранних путешественников

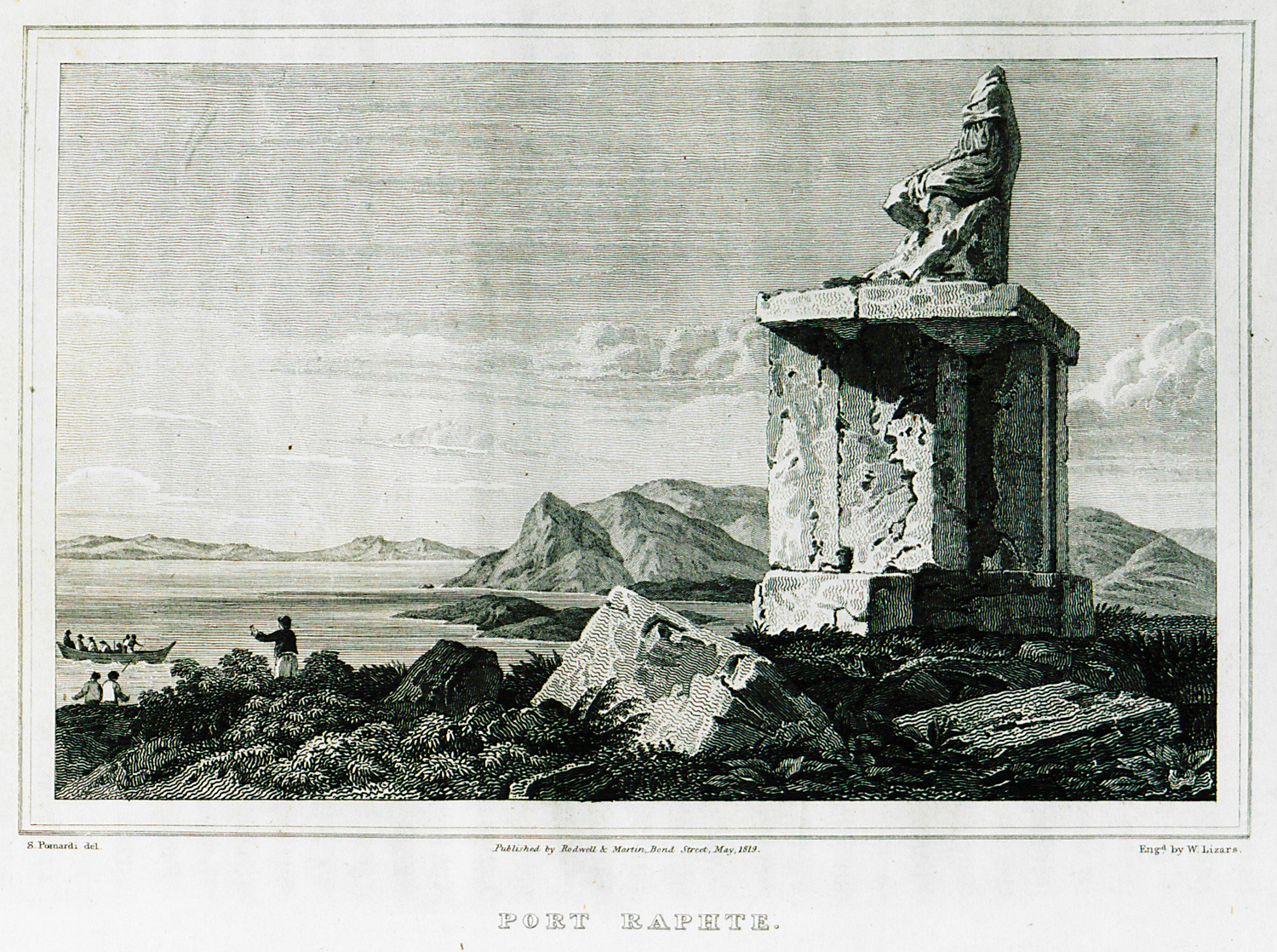
Рафти. Из «Путешествия по Греции» Эдварда Додвелла, 1819

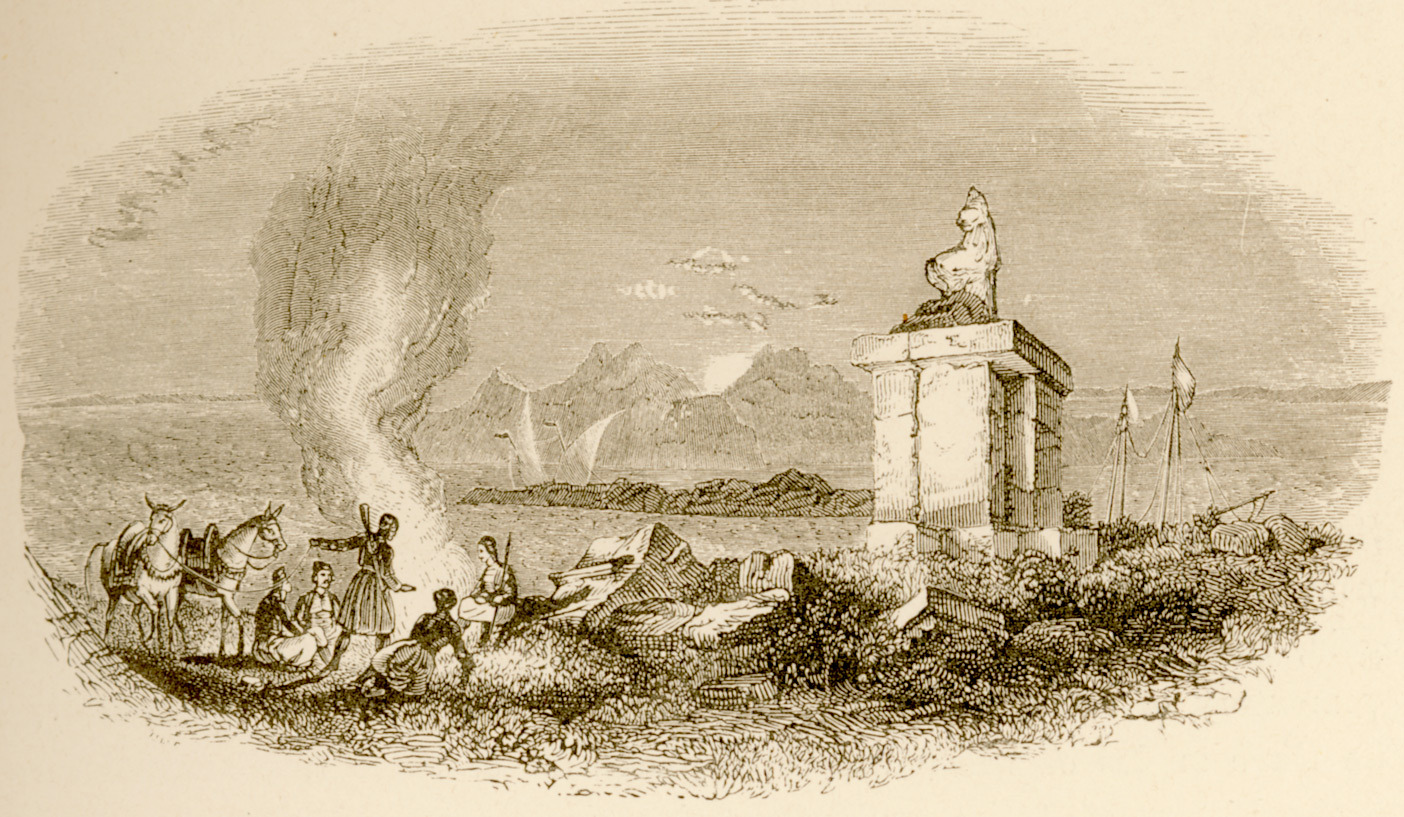
Рафти. Иллюстрация Копли Филдинга к «Греции» Кристофера Уордсуорта, 1840

В феврале 1395 года итальянский путешественник Никколо да Мартони, возвращался из путешествия в Святую Землю. На пути из Яффы в Италию его корабль укрылся на острове Кея от турецких пиратов. Ночью корабль попытался попасть в Пирей, но из-за встречного ветра вынужден был пристать в Порто-Рафти. Мартони сообщает о порте, не называя его имени и о двух мраморных статуях на горе близ порта. Мартони в своём дневнике (Liber Peregrinationis ad Loca Sancta) пишет, что мужчина стремился изнасиловать девственницу, она обратилась в молитве к Богу и Бог обратил их в статуи. Автор «Морского итинерария» (Itinerarium Maritimum, после 1571) упоминает название острова Рафти и сообщает о статуе, которая держит в руках ножницы и которую видно далеко в море. Жорж Гилле де Сен-Жорж не был в Греции, но написал книгу Athenes ancienne et nouvelle (en 1669) et lestat present de l'empire des Turcs, (1676) о путешествии вымышленного брата Гилле де ла Гилотьер (Guillet de la Guilletière), в которой описывает Порто-Рафти и упоминает две статуи. Сэр Джордж Велер оставил краткое описание Порто-Рафти, который он посетил в 1675/76 году, и даёт происхождение названия гавани. Он связывает его со статуей, изображающей портного, кроящего платье и которого греки называют Рафти.
Первым путешественником вблизи исследовавшим статую был Чарльз Перри в 1740 году. Он подробно описывает остров и обе сильно повреждённые статуи. Перри передаёт предание, что Аполлон создал статую Рафти за его заслуги и статуя позднее служила маяком, а другая статуя изображает жену Рафти. Британский археолог Джеймс Стюарт посетил Порто-Рафти в 1753 году и описал гавань Порто-Рафти и статуи. Стюарт отвергает легенду о «портном» и высказывает предположение, что колосс изображает Нептуна или Аполлона, а статуя на острове Рафтопула, «дочь портного» — изображает Диану или Фетиду. И связывает названия Рафти и Рафтопула с демом Арафен (др.-греч. Ἀραφήν). Британский антиквар Ричард Чендлер не посещал Порто-Рафти, но в 1765 году на основе заметок Велера и Перри описал гавань и статуи. Чендлер сообщает, что статуи изображают Аполлона и Диану и служили маяками.
Уильям Мартин Лик был в Греции четыре раза с 1802 года. Лик сообщает, что статуя «портного», вероятно, изображает римского императора. Лик впервые пытается дать датировку по стилю, в целом верную — II век н. э. и позже. Меньшую из статуй Лик не упоминает, вероятно, она исчезла. Эдвард Додвелл 2 сентября 1805 года выехал из Афин с сэром Чарльзом Монком и Уильям Гелл. В Порто-Рафти они прибыли ночью 3/4 сентября. Они посетили острова Рафти и Рафтопула. Додвелл сообщает, что колосс, вероятно, изображает Аполлона, культ которого был на Делосе и в деме Прасии. На другом острове Додвелл видел мраморную нишу, в которой вероятно была небольшая статуя. Додвелл изобразил остров Рафти и первым упоминает исчезновение меньшей статуи. Уильям Гелл не сообщил ничего нового, но поддержал предположение Лика, что колосс изображает римского императора. Джон Моррит сообщает о деятельности Луи-Франсуа-Себастьяна Фовеля и намекает на причастность Фовеля к исчезновению меньшей статуи с Рафтопулы. Сэр Джон Хобхаус, компаньон лорда Байрона посетил Порто-Рафти в 1809/1810 году и поддержал Чендлера в том, что остров Рафти служил маяком. Кристофер Уордсуорт посетил Порто-Рафти в 1832/1833 году. Он кратко упомянул статую в книге «Афины и Аттика», описывал в книге «Греция» и поддержал предположение Лика, что колосс изображает римского императора. Копли Филдинг сделал иллюстрацию к «Греции» Уордсуорта на основе рисунка Додвелла.
Датский археолог Петер Олуф Брэндштед посетил Порто-Рафти 18 декабря 1811 года. Ссылаясь на Павсания, он предположил, что статуя изображает Эрисихтона. Брэндштед цитирует Велера и указывает, что статуя не изображает портного, кроящего платье. Также Брэндштед добавляет, что Чендлер не посещал бухту Порто-Рафти.
Людвиг Росс посетил Порто-Рафти до 1843 году. Он составил детальное описание и измерил статую. Он предположил, что голова могла упасть в море и в описании позы статуи отметил, что поднятая
правая рука, возможно, держала скипетр, а левая была помещена на колене. Росс понял, что статуя была без сомнения женщиной и сидит на натуральном валуне, а не на стуле, как предполагали прежние путешественники. Росс предположил, что статуя могла быть выполнена Адрианом или Геродом Аттиком. Он упомянул памятник Филопаппу как стилистическую параллель. Исходя из пола статуи, Росс предположил, что статуя, во-первых, могла изображать императрицу (Помпея Плотина, Вибия Сабина, Фаустина Старшая, Фаустина Младшая или Луцилла) или Аспасия Анния Регилла, жена Герода Аттика. Во-вторых, статуя могла изображать богиню: Геру, Деметру или Афину. В-третьих Росс предположил, что статуя представляла собой Теорию, олицетворение религиозных посольств, посылаемых афинянами из дема Прасии на остров Делос. Росс критикует Гелла и Лика, которые считали колосса Рафти римским императором, сомневается, что они видели статую вблизи, и сообщает о том, что редко можно видеть барки в гавани. Росс, очевидно, посетил Порто-Рафти, по меньшей мере, через десять лет после освобождения Греции. Контрабандная торговля через порт почти прекратилась, когда его стратегическая ценность как «чёрный ход» в Аттику исчезла с разгромом турецкого флота в Наваринскоме сражении. Британские путешественники Гэлл и Лик, вероятно, видели больше лодок в Порто-Рафти, чем Росс, когда греки использовали гавань, чтобы избежать турецких налогов.
Вальтер Юдейх упоминает Рафти в своей публикации о путешествии Никколо да Мартони в 1395 году. Габбо Герхард Лоллинг пытался примирить предположения Брэндштеда и Росса и предположил, что колосс Рафти был новой версией старого памятника Эрисихтону, упоминаемой Павсанием и созданной Адрианом или Геродом Аттиком, а женский костюм объяснял тем, что Эрисихтон одет как Теория, олицетворение религиозных посольств, посылаемых афинянами на Делос. Артур Мильххёфер в своей публикации 1887 года делает обзор предположений о памятнике и заключает, что это, вероятно, надгробный памятник или кенотаф времен Адриана или Герода Аттика. В «Картах Аттики» Артур Мильххёфер сообщает, что памятник, упоминаемый Павсанием вряд ли мог быть на острове Рафти. Джеймс Джордж Фрэзер в комментариях к книге I «Описания Эллады» Павсания поддерживает предположение Лоллинга и сообщает, что колосс стоит на месте могилы Эрисихтона. Книга Фрэзера проиллюстрирована фотографией 1893 года, на которой Вильгельм Дёрпфельд сидит на постаменте, а Александр Конце, Альфред Брукнер и Отто Пухштейн находятся у постамента. На фото видны железные ленты, скрепляющие блоки постамента. Летом 1935 года Стерлинг Доу сфотографировал памятник и по возвращении в Афины исследовал легенду и заметки ранних путешественников о Рафти.
Предположительно, статуя служила в античности маяком.

## Население
| Год  | Население, человек |
| ---- | ------------------ |
| 1991 | 2244               |
| 2001 | 5148               |
| 2011 | ↗ 9686             |